# NGC 1732
NGC 1732 is een open sterrenhoop in het sterrenbeeld Goudvis. Het hemelobject werd op 23 november 1834 ontdekt door de Britse astronoom John Herschel.

## Synoniemen
- ESO 56-SC17